# Jean David (homme politique, 1834-1885)
Pour les articles homonymes, voir Jean David et David.
Jean David, né le 6 juillet 1834 à Auch (Gers) et mort le 9 décembre 1885 à Auch, est un homme politique français.

## Biographie
Fils d'Irénée François David, représentant en 1848, il est un opposant au second Empire. Aux législatives de 1869, il est battu par le candidat officiel, mais avec un score honorable. Maire d'Auch en septembre 1870, il échoue à plusieurs reprises aux législatives, avant d'être finalement élu en 1878, après plusieurs duels très serrés avec son adversaire de droite et plusieurs invalidations. Il siège sur les bancs républicains. Réélu en 1881, il ne se représente pas en 1885, à la suite d'un scandale financier.

## Affaire du Comptoir industriel
En avril 1885, Jean David est condamné pour escroquerie et d'abus de confiance dans l'affaire du Comptoir industriel de France et des colonies, une banque dont il était l'un des administrateurs.

## Sources
- « Jean David (homme politique, 1834-1885) », dans Adolphe Robert et Gaston Cougny, Dictionnaire des parlementaires français, Edgar Bourloton, 1889-1891 [détail de l’édition]
- « Jean David (homme politique, 1834-1885) », dans le Dictionnaire des parlementaires français (1889-1940), sous la direction de Jean Jolly, PUF, 1960 [détail de l’édition]